# Suijin-Wasserfall
Der Suijin-Wasserfall (japanisch 水神の滝 Suijin no taki) liegt in Yoshinogawa in der japanischen Präfektur Tokushima. Er befindet sich am Yusudani (湯吸谷川), der nach Norden weiter bis in den Asameiyōsui (麻名用水) fließt. Dieser verläuft nach Südwesten, wo er nur wenige hundert Meter später in den Yoshino läuft, der schließlich im Osten Shikokus in die Seto-Inlandsee mündet. Der kleine Suijin-Wasserfall mit einer Fallhöhe von 17 m ist auf Gemeindeebene als Landschaftlich Schöner Ort ausgewiesen. Ein weiterer ausgewiesener Ort ist der Boroboro-Wasserfall (母衣暮露滝 Boroboro no taki) an der Quelle des Kawata (川田川).